# Acartauchenius
Acartauchenius is een geslacht van spinnen uit de familie hangmatspinnen (Linyphiidae).

## Soorten
De volgende soorten zijn bij het geslacht ingedeeld:
- Acartauchenius asiaticus (Tanasevitch, 1989)
- Acartauchenius bedeli (Simon, 1884)
- Acartauchenius derisor (Simon, 1918)
- Acartauchenius desertus (Tanasevitch, 1993)
- Acartauchenius hamulifer (Denis, 1937)
- Acartauchenius himalayensis Tanasevitch, 2011
- Acartauchenius insigniceps (Simon, 1894)
- Acartauchenius leprieuri (O. P.-Cambridge, 1875)
- Acartauchenius minor (Millidge, 1979)
- Acartauchenius monoceros (Tanasevitch, 1989)
- Acartauchenius mutabilis (Denis, 1967)
- Acartauchenius orientalis Wunderlich, 1995
- Acartauchenius planiceps Bosmans, 2002
- Acartauchenius praeceps Bosmans, 2002
- Acartauchenius sardiniensis Wunderlich, 1995
- Acartauchenius scurrilis (O. P.-Cambridge, 1872)
- Acartauchenius simoni Bosmans, 2002